# كيس البنكرياس

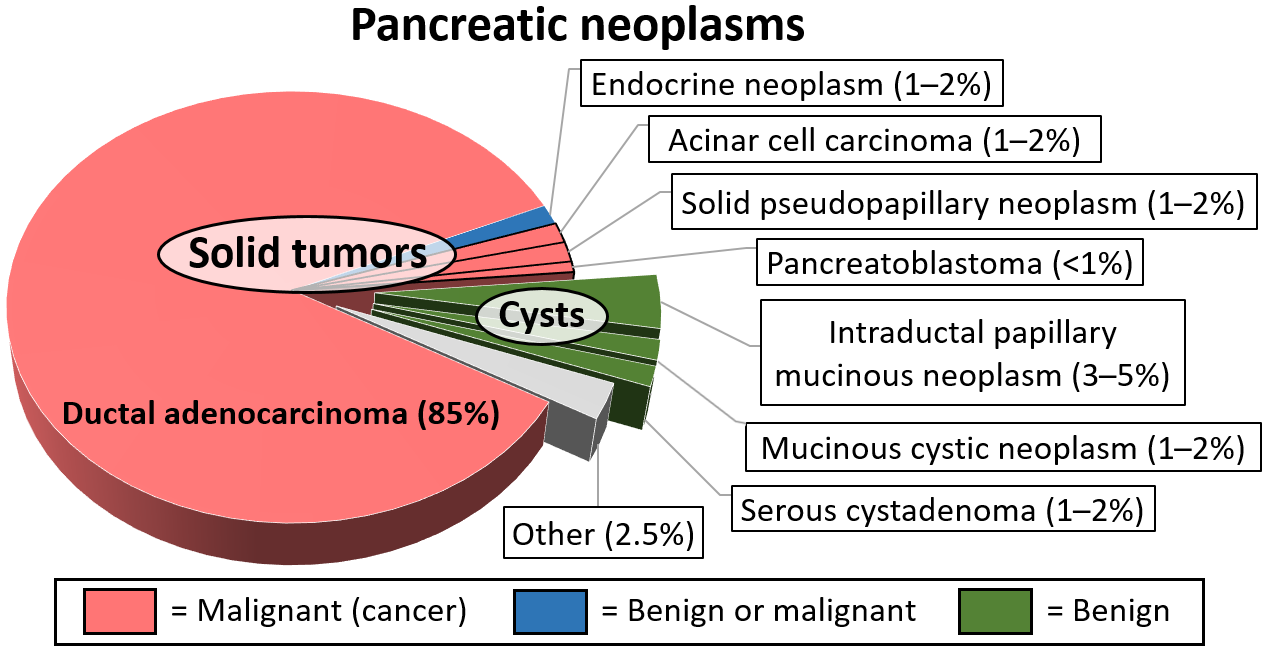
النسب المئوية للأورام البنكرياسية المختلفة، مع الإشارة إلى الأكياس في وسط اليمين. بالإضافة إلى ذلك، تشمل الأكياس غير الورمية الكيس الكاذب، والكيس الاحتباسي، والأكياس الظهارية الحميدة، والأكياس اللمفاوية الظهارية، والأكياس المبطنة بالخلايا الحرشفية (الكيس الجلداني والكيس البشروي في الطحال الإضافي داخل البنكرياس)، والأكياس المخاطية غير الورمية، والأورام اللمفاوية.

الكيسة البنكرياسية هي كيس مملوء بسائل داخل البنكرياس. يتراوح معدل انتشار الأكياس البنكرياسية بين 2-15٪ بناءً على دراسات التصوير، ولكن قد يصل معدل الانتشار إلى 50٪ بناءً على سلسلة تشريح الجثث. معظم الأكياس البنكرياسية حميدة وخطر الإصابة بالخباثة (سرطان البنكرياس) هو 0.5-1.5٪. تعتبر الأكياس الكاذبة البنكرياسية والأورام الغدية الكيسية المصلية (التي تمثل مجتمعة 15-25٪ من جميع الأكياس البنكرياسية) أكياسًا بنكرياسية حميدة مع خطر خباثة بنسبة 0٪.
تتراوح الأسباب من حميدة إلى خبيثة. يمكن أن تحدث الأكياس البنكرياسية في حالة التهاب البنكرياس، على الرغم من أنه لا يُشخص بشكل موثوق إلا بعد 6 أسابيع من نوبة التهاب البنكرياس الحاد.
ترتبط الأورام الحليمية المخاطية داخل الأقنية (IPMNs) بتوسع القناة البنكرياسية الرئيسية، في حين أن IPMNs الفروع الجانبية لا ترتبط بالتوسع. يمكن أن يساعد تصوير البنكرياس والقنوات الصفراوية بالرنين المغناطيسي (MRCP) في تمييز موضع الأكياس بالنسبة للقناة البنكرياسية، وتوجيه العلاج والمتابعة المناسبين. أكثر أنواع الخباثة شيوعًا التي يمكن أن تظهر على شكل كيس بنكرياسي هو ورم كيسي مخاطي.

## التشخيص
عادة ما تُكتشف التكيسات البنكرياسية بالصدفة عند إجراء التصوير الطبي لأغراض أخرى، وعادة ما تكون بدون أعراض. في بعض الأحيان، يمكن تشخيص التكيسات البنكرياسية بشكل قاطع بناءً على نتائج التصوير من التصوير بالرنين المغناطيسي أو التصوير المقطعي المحوسب مع مادة التباين. ومع ذلك، في بعض الأحيان يكون التصوير الإضافي مطلوبًا، مثل الموجات فوق الصوتية بالمنظار مع أو بدون الخزعة بالإبرة أو تصوير البنكرياس والقنوات الصفراوية بالرنين المغناطيسي. يتمتع التصوير بالموجات فوق الصوتية بالمنظار بدقة أعلى في تشخيص السمات الشعاعية عالية الخطورة للتكيسات البنكرياسية مقارنة بالتصوير بالرنين المغناطيسي، خاصة إذا اُستخدم تحسين التباين أيضًا. بناءً على التصوير، تُعتبر التكيسات التي تسبب انسدادًا صفراويًا، وتوسع القناة البنكرياسية الرئيسية أكبر من 10 مم، ولها كتلة في جدرانها أكبر من 5 مم، من السمات عالية الخطورة وترتبط بخطر الإصابة بالسرطان بنسبة 56-89٪. يُعتبر حجم الكيس أكبر من 3 سم، أو توسع القناة البنكرياسية الرئيسية من 5 إلى 10 مم، أو تغير في قطر أو تضييق القناة البنكرياسية الرئيسية مع ضمور القناة من الناحية البعيدة، أو وجود تورم في العقد الليمفاوية، أو سماكة أو تعزيز جدران الكيس، أو زيادة في حجم الكيس على مدار عام، من نتائج التصوير متوسطة الخطورة للإصابة بالسرطان.
يمكن أيضًا استخدام الفحوصات المخبرية والنتائج السريرية الأخرى لتقييم خطر الإصابة بأورام خبيثة في تكيسات البنكرياس. يُعتبر ارتفاع المؤشر الحيوي CA19-9، وظهور مرض السكري حديثًا، والتهاب البنكرياس، وآلام البطن أو فقدان الوزن، كلها من السمات عالية الخطورة، مع وجود اليرقان كسمة عالية الخطورة جدًا.
يمكن أن يساعد التحليل الخلوي لسائل الكيس في تمييز نوع تكيس البنكرياس الموجود، ولكنه ليس مفيدًا في تحديد درجة الخباثة. ومع ذلك، فإن التحليل الخلوي للسائل عن طريق الخزعة بالإبرة لديه خصوصية منخفضة حيث أن معظم العينات تحتوي فقط على سائل بدون أنواع خلايا محددة. تشير المستويات المرتفعة من الأميلاز في السائل إلى وجود اتصال بالقناة البنكرياسية، مما يشير إلى وجود كيس كاذب أو ورم حليمي مخاطي داخل القنوات. تشير المستويات المتزايدة من المستضد السرطاني المضغي إلى وجود تكيسات مخاطية في 75٪ من الحالات، والمستويات المنخفضة جدًا من المستضد السرطاني المضغي تستبعد بشكل فعال التكيسات المخاطية. ويُعد انخفاض مستويات الجلوكوز في سائل الكيس مفيدًا في التمييز (بحساسية تقريبية 90٪ وخصوصية 85٪ عند حد فاصل 50 ملجم/ديسيلتر) بين التكيسات المخاطية وغير المخاطية، حيث تحتوي التكيسات المخاطية على مستوى منخفض من الجلوكوز بينما تحتوي التكيسات غير المخاطية على مستوى عالٍ من الجلوكوز.
قد يساعد تحليل الحمض النووي لسائل الكيس في تشخيص تكيسات البنكرياس، ولكن النتائج متغيرة، بين 25-50٪. ترتبط طفرات الجين الكابت للورم فون هيبل - لينداو (المرتبطة بمرض فون هيبل لينداو) بالتكيسات البسيطة، والأورام الغدية الكيسية المصلية، وبشكل أقل شيوعًا أورام الغدد الصم العصبية البنكرياسية. ترتبط طفرات كيراس بالتكيسات المخاطية، وترتبط طفرات GNAS بأورام حليمية مخاطية داخل قنوية، وترتبط طفرات بيتا-كاتينين بالأورام الصلبة الحليمية الكاذبة.

## الأنواع
الأكياس الكاذبة البنكرياسية حميدة، مع خطر تطور خبيث بنسبة 0٪. ترتبط الأكياس الكاذبة بالتهاب البنكرياس الحاد أو المزمن وعادةً ما تتصل الأكياس بالقناة البنكرياسية الرئيسية. عادةً ما تزول تلقائيًا وتكون وحيدة التجويف (غير مقسومة؛ أي لا تحتوي على جدران تفصل أجزاء الكيس) وقد تكون مفردة أو متعددة.
الأورام الغدية الكيسية المصلية حميدة أيضًا، مع خطر تحول خبيث بنسبة 0٪ وعادةً ما تظهر في العقد الخامس إلى السابع من العمر مع وجود 60٪ من الحالات لدى النساء. لا تتصل هذه الأورام بالقناة البنكرياسية الرئيسية. تختلف خصائصها التصويرية وقد وُصِفت بأنها متعددة الكيسات بمظهر يشبه خلية النحل، مع وجود أنواع أقل شيوعًا تكون صلبة أو كبيرة الكيسات أو وحيدة التجويف. قد تحتوي الأورام الغدية الكيسية المصلية على ندبة مركزية في الكيس تظهر في التصوير المقطعي المحوسب أو التصوير بالرنين المغناطيسي، وهذا من خصائص هذا النوع، ولكنه يُرى فقط في 30٪ من الحالات.
الأورام الحليمية المخاطية داخل الأقنية (IPMN) تشمل القناة البنكرياسية الرئيسية (الأورام الحليمية المخاطية داخل الأقنية الرئيسية) أو فروعها (الأورام الحليمية المخاطية داخل الأقنية الفرعية) أو كليهما (النوع المختلط). تُعتبر الأورام الحليمية المخاطية داخل الأقنية آفات ما قبل سرطانية حيث أن الأقنية الرئيسية لديها احتمالية خباثة بنسبة 33-85٪، بينما الأقنية الفرعية لديها خطر الإصابة بالخباثة بنسبة 15٪ خلال 15 عامًا. عادةً ما تحدث الأورام الحليمية المخاطية داخل الأقنية خلال العقد الخامس من العمر ولها معدل إصابة متساوٍ بين الذكور والإناث. قد تظهر على شكل آفات مفردة أو متعددة، وقد تسبب التهاب البنكرياس نتيجة انسداد القناة البنكرياسية بالموسين.
عادةً ما تشمل الأورام الكيسية المخاطية البنكرياسية ذيل البنكرياس، وتشمل 90٪ من الحالات النساء، وعادةً ما تظهر في العقد الرابع إلى السادس من العمر. لديها احتمالية خباثة بنسبة 10-34٪. لا تتصل هذه الأورام بالقنوات البنكرياسية وعادةً ما تظهر على شكل آفات مفردة ذات جدران سميكة غير مقسمة (تحتوي على حجرة واحدة). تتميز هذه الأورام باحتوائها على خلايا سدوية من النوع المبيضي.
قد تخضع أورام الغدد الصماء العصبية البنكرياسية أحيانًا إلى تنكس كيسي مُشكّلةً أكياسًا. تنشأ هذه الأنواع من الأورام من خلايا الغدد الصماء البنكرياسية، و10٪ منها وظيفية، قادرة على إفراز الهرمونات. تتميز هذه الأورام في التصوير بجدرانها السميكة. تُعبّر 80٪ من هذه الأورام عن مستقبلات السوماتوستاتين، مما يسمح برؤيتها في فحوصات الغاليوم.

## إرشادات المتابعة
عادةً ما تكون الأكياس التي يتراوح حجمها من 1 إلى 5 مم في التصوير المقطعي المحوسب أو تخطيط الصدى الطبي صغيرة جدًا بحيث لا يمكن تحديد خصائصها وتُعتبر حميدة. لا يُوصى بإجراء متابعة تصويرية أخرى لهذه الآفات. تتطلب الأكياس التي يتراوح حجمها من 6 إلى 9 مم متابعة واحدة خلال 2-3 سنوات، ويُفضل استخدام تصوير البنكرياس والأقنية الصفراوية بالرنين المغناطيسي لتقييم قناة البنكرياس بشكل أفضل. إذا كانت مستقرة في المتابعة، فلا يُوصى بإجراء متابعة تصويرية أخرى. بالنسبة للأكياس التي يتراوح حجمها من 1 إلى 1.9 سم، يُقترح المتابعة باستخدام تصوير البنكرياس والأقنية الصفراوية أو التصوير المقطعي متعدد المراحل خلال 1-2 سنة. إذا كانت مستقرة في المتابعة، تزداد الفترة الفاصلة للمتابعة التصويرية إلى 2-3 سنوات. الأكياس التي يتراوح حجمها من 2 إلى 2.9 سم لديها احتمالية خباثة أكبر، ويُقترح إجراء تصوير بالموجات فوق الصوتية بالمنظار كخط أساس، يليه تصوير البنكرياس والأقنية الصفراوية أو التصوير المقطعي متعدد المراحل خلال 6-12 شهرًا. إذا كان المرضى صغارًا في السن، فقد يُؤخذ التدخل الجراحي في الاعتبار لتجنب الحاجة إلى المراقبة المطولة. إذا كانت هذه الأكياس مستقرة في المتابعة، فيمكن إجراء متابعة تصويرية على فترات تتراوح بين 1-2 سنة.